# Cynodontaspis piceae
Cynodontaspis piceae är en insektsart som beskrevs av Sadao Takagi 1962. Cynodontaspis piceae ingår i släktet Cynodontaspis och familjen pansarsköldlöss. Inga underarter finns listade i Catalogue of Life.